# Pterolophia paramicrophthalma
Pterolophia paramicrophthalma là một loài bọ cánh cứng trong họ Cerambycidae.